# Haussy
Haussy is een gemeente in het Franse Noorderdepartement (Frans: département du Nord) (regio Hauts-de-France). De plaats maakt deel uit van het arrondissement Cambrai. Haussy telde op 1 januari 2022 1.472 inwoners.

## Geografie
De oppervlakte van Haussy bedroeg op 1 januari 2022 16,22 vierkante kilometer; de bevolkingsdichtheid was toen 90,8 inwoners per km².

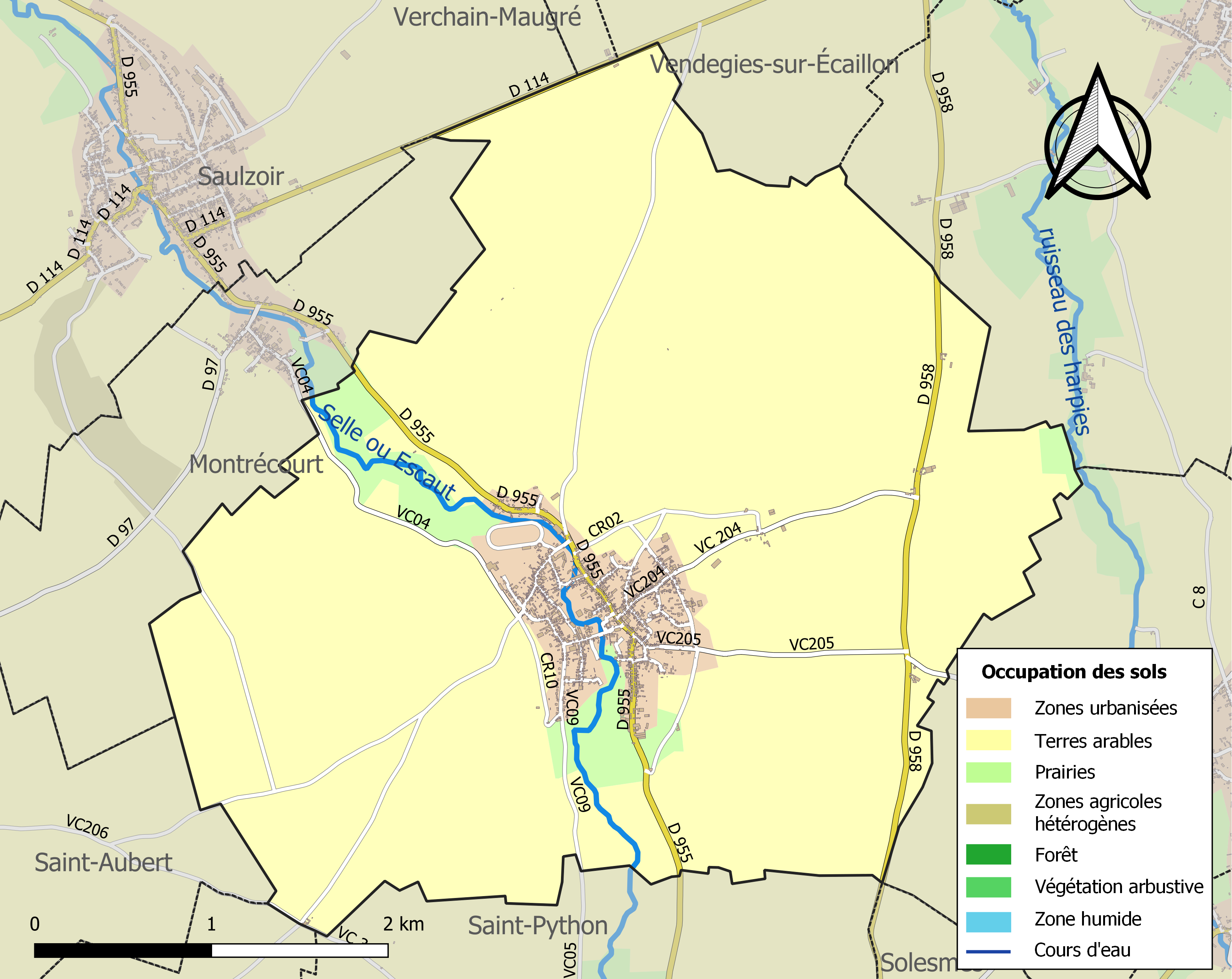
Kaart van de gemeente met belangrijkste infrastructuur, bodemgebruik en omliggende gemeenten

## Demografie
Onderstaande figuur toont het verloop van het inwonertal (bron: INSEE-tellingen).